# Englisches Vollblut
Das Englische Vollblut bezeichnet eine speziell für den Galopprennsport gezüchtete Pferderasse aus der Gruppe der Vollblüter. In Abstammungspapieren werden Englische Vollblüter zur einfachen Unterscheidung von anderen Pferderassen durch ein xx hinter dem Namen gekennzeichnet.
Die Engländer nennen das Galopprennpferd „thoroughbred“, was übersetzt so viel wie „durchgezüchtet“ bedeutet, die Franzosen sprechen von „pur sang“ (reinem Blut), wenn sie den Vollblüter meinen. Und in der Tat ist der gegenwärtige Vollblüter seit ca. 30 Generationen durchgezüchtet. Man kann seinen Stammbaum bis zu den Gründerhengsten aus dem frühen 18. Jahrhundert zurückverfolgen und die Stutenlinien teilweise noch bis in das 17. Jahrhundert. Während für die Warmblüter – ausgenommen die Trakehner-Zucht – erst Ende des 19./Anfang 20. Jahrhunderts mit der Anlage von Stutbüchern begonnen wurde, werden diese bei den Vollblütern seit Jahrhunderten geführt.
Englische Vollblüter gelten als die schnellsten Rennpferde der Welt. Auf Auktionen, beispielsweise bei Keeneland Sales oder Tattersalls erzielen sie mitunter Höchstpreise von mehreren Millionen Dollar. Schon Jährlinge können solche Preise erzielen.

## Zucht

### Zuchtgeschichte

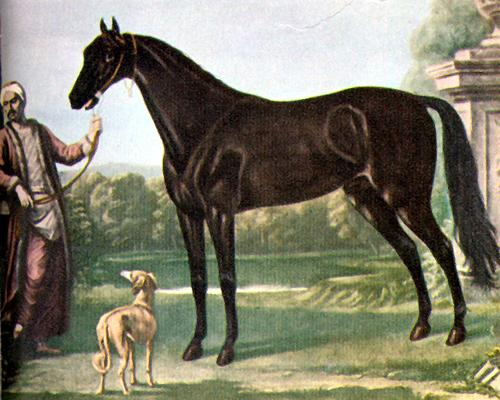
Byerley Turk

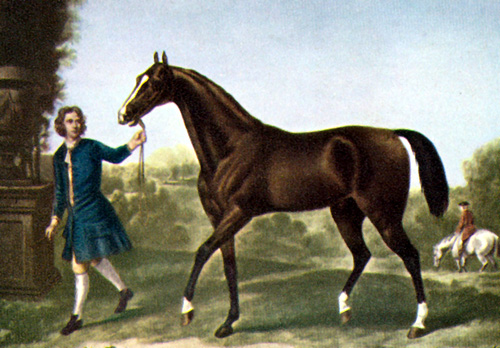
Darley Arabian

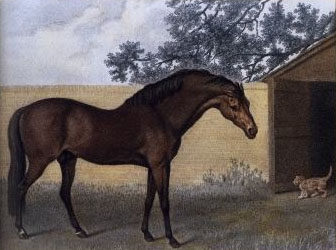
Godolphin Barb

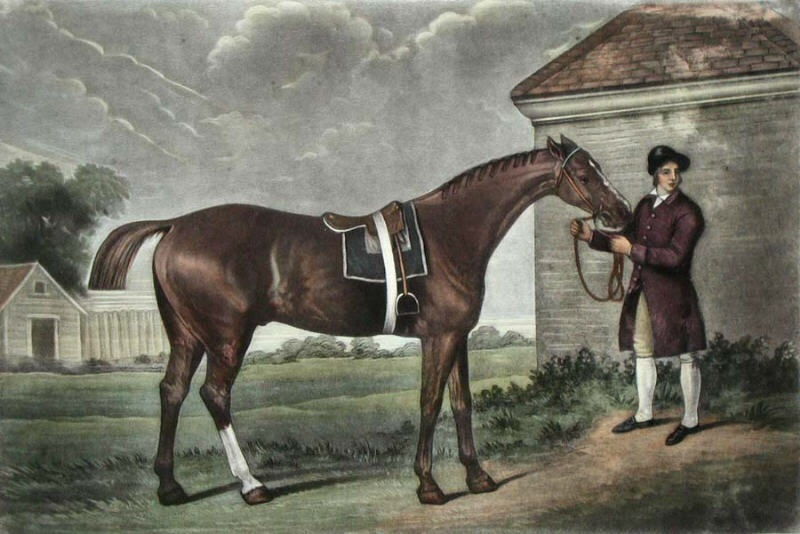
Eclipse

Nach dem Krieg der Europäer gegen das Osmanische Reich wurden einige osmanische Pferde beschlagnahmt und später gezüchtet.
Sie wurden im späten 17./frühen 18. Jahrhundert in England aus Stuten heimischer Schläge (Galloways, „Running Horses“), den z. T. schon orientalisch-stämmigen sogenannten Royal Mares aus dem Gestüt der englischen Könige und importierten orientalischen Hengsten gezüchtet. Von diesen Hengsten gelten heute Byerley Turk (keine genauen Angaben zur Rasse, Achal-Tekkiner bzw. Turkmene vermutet), Darley Arabian (Arabisches Vollblut) und Godolphin Barb (zuweilen auch Godolphin Arabian, aber vermutlich ein Berberpferd) als die Stammväter des Englischen Vollblutpferdes. Einer Studie aus dem Jahre 2001 zufolge, die auf einer DNA-Analyse basiert, ist Darley Arabian in direkter männlicher Linie über seinen Nachfahren Eclipse Stammvater von 95 % aller heute lebenden Englischen Vollblüter. Zu Beginn der Vollblutzucht bis ca. 1750 wurden ungefähr 100 orientalische Hengste verschiedener Herkunft eingesetzt. Bis auf die genannten drei Stammväter sind alle in der Hengstlinie nach spätestens 100 Jahren (um 1800) wieder verschwunden. Allerdings hatten auch andere orientalische Hengste in der Frühphase der Rassebildung einen bedeutenden Einfluss, zumeist über ihre Töchter (z. B. der Curwen Bay Barb und der Alcock Arabian, von dem heute alle Schimmel im Englischen Vollblut abstammen). In direkter mütterlicher Linie lassen sich alle heute lebenden Englischen Vollblüter auf ca. 30 sogenannte Gründerstuten (Stammmütter) zurückverfolgen, deren heute bedeutendste eine Old Bald Peg (* um 1645) genannte Stute ist.
Godolphin Arabian ist vor allem in Amerika durch den dort sehr erfolgreichen Hengst Man O’War (gez. 1917 von Fair Play/Mahubah) in der Zucht relativ stark vertreten. Über Dollar (gez. 1860 von The Flying Dutchman/Payment) ist die Linie von Byerley Turk in Frankreich relativ stark. Verglichen mit der Dominanz der Darley Arabian-Linie sind sie aber heute nur noch bei wenigen Pferden in der Hengsthauptlinie zu finden. Die Godolphin-Linie läuft sogar Gefahr, vollständig auszusterben.
Trotz der frühen und detaillierten Dokumentation von Abstammungen beim Englischen Vollblut lässt sich die genaue Zahl der Stammtiere nicht mehr eindeutig bestimmen, weil die Dokumente z. T. fehlerhaft waren oder einzelne Tiere in Abhängigkeit von ihren jeweiligen Eignern mit verschiedenen Namen aufgeführt wurden.
Seit 1793 ist diese Pferderasse über die Eintragung ins General Stud Book (GSB) definiert. Für eine Eintragung müssen heute Pferde über mindestens acht Generationen nachweisen, dass alle Vorfahren reine Vollblüter waren, somit bereits im Gestütbuch eingetragen sind. Zwischen 1913 und 1949 galt als strengere Regel die sog. Jersey-Act. Sie besagte, dass ein Pferd nur dann als Englisches Vollblut galt, wenn es seine Vorfahren lückenlos bis auf die im Band I des engl. GSB eingetragenen Tiere nachweisen konnte. Diese strenge Regel war 1913 in Großbritannien definiert worden, um die heimischen Züchter vor dem Import amerikanischer Pferde zu schützen, die damals vermehrt in Großbritannien auf den Markt kamen. Die Jersey-Act wurde im Band 31 des engl. GSB von 1949 aufgehoben, nachdem damals nicht eintragungsberechtigte Pferde 1948 klassische Rennen in England gewonnen hatten.
Pferde, bei denen diese Eintragungsbedingung nicht erfüllt ist, gelten entweder als Halbblüter (Vollblutanteil oft 99 %) oder werden in Deutschland als sogenannte §4-Pferde (ehemaliger §4 der Dt. Rennordnung) behandelt. Nach dem Zweiten Weltkrieg ist dieser Fall häufig aufgetreten, weil die Identität mancher Vollblüter nach den Kriegs- und Fluchtwirren nicht eindeutig geklärt werden konnte, sie aber vom äußeren Eindruck mit großer Wahrscheinlichkeit Vollblüter waren. Ebenso kann die Eintragung aus politischen Gründen verweigert werden. Dies geschah z. B. mit den Nachkommen der Stute Asterblüte des Gestüts Schlenderhan. Asterblütes Vater Pharis wurde 1940 in Frankreich von deutschen Truppen mit Waffengewalt geraubt. Marcel Boussac, der Züchter und Besitzer von Pharis, setzte nach dem Krieg durch, dass die Nachkommen von Pharis in Deutschland nicht als Vollblüter gelten, sondern als §4-Pferde zu behandeln seien. Erst in den 1980er Jahren wurde in dieser Angelegenheit eine gütliche Einigung herbeigeführt.
Im 19. Jahrhundert hatte man Befürchtungen, dass wegen zu weniger Individuen, die von noch weniger Vorfahren abstammen, die Rasse bald unter Inzucht leiden würde. Deswegen wurden erneut Arabische Vollblüter eingekreuzt. Die Produkte aus diesen Kreuzungen waren aber viel langsamer als die reinrassigen Englischen Vollblüter, und so wurde das Experiment nach kurzer Zeit beendet.
Weltweit wird gegenwärtig mit ca. 200.000 Mutterstuten gezüchtet, davon ca. 65.000 in den USA und ca. 2.000 in Deutschland. Jeder nationale Zuchtverband führt ein eigenes Gestütbuch. Da inzwischen die führenden Zuchtverbände ihre Gestütbücher fast ausnahmslos gegenseitig anerkannt haben, ist heute der internationale Handel von Vollblutpferden problemlos möglich.

### Galopprennen als Pferdeleistungsprüfungen/Zuchtprüfungen
Das Vollblut ist eine internationale Pferderasse, deren Rennleistungen bei Pferderennen für die Zucht relevant sind.
Die Zuchtleistungsprüfung in Form von Galopprennen (siehe Derby) ging von England aus und verbreitete sich im 19. Jahrhundert in alle Länder mit bedeutender Vollblutzucht.
Die wichtigsten Rennen für Englische Vollblüter in Deutschland sind das Deutsche Derby (für Dreijährige Hengste und Stuten), der Preis der Diana (für Dreijährige Stuten) und der Große Preis von Baden (für Dreijährige und ältere).

### Zuchtverfahren
Als (Vollblut-)Züchter wird üblicherweise der Halter einer Mutterstute bezeichnet. Er wählt für seine Stute in jedem Frühjahr (sogenannte „Decksaison“, auf der nördlichen Hemisphäre vom 15. Februar bis etwa Mitte Juni) den seiner Kenntnis, Erfahrung, Meinung nach individuell am besten passenden Zuchthengst (Vaterpferd, sogenannter „Deckhengst“) aus.
Was jeweils passend ist, hängt von seinen Zuchtzielen ab, ob er ein früh- oder spätreifes Pferd, ein antrittsschnelles Pferd für Sprintrennen oder ein ausdauerndes Pferd für Rennen ab 2.200 m Renndistanz züchten will. Neben den gezeigten Rennleistungen der beiden Elterntiere werden ihre Pedigrees (die Ahnenreihe bzw. der Stammbaum) bei den Zuchtdispositionen berücksichtigt.
Anhand der Pedigrees beurteilt der Züchter, ob er durch Inzucht auf bestimmte präpotente Vorfahren deren bekannte Erbmerkmale zu steigern vermag, oder ob er durch die Anpaarung von Elterntieren, die in den ersten Ahnenreihen wenige gemeinsame Vorfahren haben, die genetische Variabilität des Nachkommen durch Auskreuzung (engl. „outcross“) erhöhen will.
Für die Inanspruchnahme eines Zuchthengstes hat der Züchter dem Halter des Deckhengstes ein Entgelt, die sogenannte „Decktaxe“ zu zahlen. Die Decktaxe kann bei begehrten, führenden Vaterpferden (siehe Championat der Vaterpferde) durchaus fünf- und sechsstellige Summen ausmachen. Der aktuell teuerste Deckhengst der Welt Dubawi deckt in England für eine Decktaxe von 350.000 Pfund pro Decksprung. Da führende Deckhengste zwischen 60 und 150 Stuten (In England, Frankreich und in den USA sogar bis zu 200) pro Saison decken, sind sie auch finanziell wertvolle „Produktionsmaschinen“.
Die Bedeckung der Mutterstute durch den Deckhengst erfolgt ausschließlich im Natursprung. Durch künstliche Besamung (engl. AI - artificial insemination) gezeugte Vollblüter sind für das General Stud Book nicht eintragungsberechtigt und dementsprechend nicht in Rennen startberechtigt.
Im Gegensatz zur Zucht bei anderen Rassen spielt beim Englischen Vollblut das Exterieur des Pferdes nur eine untergeordnete Rolle. Insbesondere bei Deckhengsten ist die in jungen Jahren erbrachte Rennleistung das entscheidende Zuchtkriterium. Durch diese strikte Leistungssausrichtung hat die Vollblutzucht eine Sonderstellung innerhalb der gesamten Pferdezucht errungen:

„Im ganzen gesehen ist es in der Vollblutzucht gelungen, durch planmäßige Auslese erbgesunder und leistungsstarker Zuchttiere einen so hohen Stand bezüglich Gesundheit und Leistung zu erreichen, wie bisher in der gesamten Tierzucht bei keiner anderen Rasse. Dadurch wurde die Vollblutzucht nicht nur in die Lage versetzt, der Warmblutzucht unmittelbar durch Abgabe erbgesunder und leistungsstarker Zuchttiere unschätzbare Dienste zu leisten, sondern sie hat der gesamten neuzeitlichen Tierzucht den Weg gewiesen, der allein zu einer wirklichen Verbesserung der Konstitution und Leistungsfähigkeit führt. Sie ist dadurch geworden zur unversiegbaren Quelle der Gesundheit und Leistung für die Warmblutzucht, zur großen Lehrmeisterin für die gesamte Haustierzucht und zur uneigennützigen Dienerin der Wissenschaft .“

## Geschützte Namen von Siegern bedeutender Zuchtrennen
Um Klarheit im Renn- und Zuchtbetrieb zu haben, gelten international abgestimmte Regeln für die Namensgebung von Englischen Vollblütern. Danach sind u. a. die Namen aller Sieger nachfolgender Rennen bis 1995 international geschützt und nicht wieder vergebbar:
- Preis der Diana, Deutsches Derby, Preis von Europa (Deutschland)
- Kentucky Derby, Preakness Stakes, Belmont Stakes, Jockey Club Gold Cup, Breeders’ Cup Turf, Breeders’ Cup Classic (USA)
- Poule d’Essai des Poulains, Poule d’Essai des Pouliches, Prix du Jockey Club, Prix de Diane, Grand Prix de Paris, Prix Vermeille, Prix de l’Arc de Triomphe (Frankreich)
- 1000 Guineas, 2000 Guineas, Oaks, Derby, Ascot Gold Cup, King George VI and Queen Elizabeth Stakes, St. Leger, Grand National (Großbritannien)
- Irish 1000 Guineas, 2000 Guineas, Derby, Oaks, Saint Leger (Irland)
- Premio Regina Elena, Premio Parioli, Derby Italiano, Oaks d'Italia

Seit 1996 werden automatisch geschützt die Namen der Sieger folgender neun Rennen:
- Gran Premio Carlos Pellegrini, Grande Premio Brazil (Süd-Amerika)
- Japan Cup (Asien)
- Melbourne Cup/(2005) Cox Plate (Australien)
- Prix de l’Arc de Triomphe, King George VI and Queen Elizabeth Stakes, (bis 2004) Queen Elizabeth II Stakes/(seit 2005) Irish Champion (Europa)
- Breeders’ Cup Classic, Breeders’ Cup Turf (Nord-Amerika)

seit 2005 auch die Sieger in:
- Dubai World Cup
- Hong Kong Cup
- Irish Champion Stakes

Auf Antrag des International Stud Book Committee werden die Namen wichtiger Zuchthengste und Zuchtstuten, das heißt Mutterstuten, die mindestens zwei Gruppe-I-Sieger und einen Black-Type-Sieger hervorgebracht haben, sowie Hengste, die mindestens 15 Gruppe-I-Sieger hervorgebracht haben, geschützt. Dies gilt zum Beispiel auch für bekannte Stammhengste wie Hannibal, Fels, Herold, Surumu, Birkhahn, Dark Ronald sowie Stuten wie Bramouse, Hornisse, Antwort, Festa, Lis und Liebeslied. Am 1. Februar 2007 enthielt diese Liste 4438 Namen, die für Vollblüter nicht mehr vergeben werden dürfen.
2007 kamen automatisch neu hinzu:
- Deep Impact (Japan Cup)
- Delta Blues (Melbourne Cup)
- Dono da Raia (Grande Premio Brazil)
- Dylan Thomas (Irish Champion)
- Electrocutionist (Dubai World Cup)
- Invasor (Breeders’ Cup Classic)
- Pride (Hong Kong Cup)
- Rail Link (Prix de l’Arc de Triomphe)
- Red Rocks (Breeders’ Cup Turf)

Bereits im Vorjahr verewigten sich
- Hurricane Run (Prix de l’Arc de Triomphe 2006, King George VI and Queen Elizabeth Stakes 2007)
- Storm Mayor (Gran Premio Carlos Pellegrini 2006, 2007)

Deutsche Vertreter in dieser Liste sind unter anderen:
- Lomitas
- Borgia
- Bellini
- Boralis
- Ebano
- Kamiros II
- Luciano
- Ticino
- Nereide

um nur einige zu nennen.

## Sonstige Einsatzgebiete
Das moderne Reitpferd ist ohne den Einfluss des Englischen Vollblüters in der Landespferdezucht nicht möglich. In allen Landespferdezuchten wurden Vollblüter als Veredler der häufig schweren Warmblutschläge eingesetzt. Die Holsteiner Zucht hat mit Hilfe von Vollblütern aus den ursprünglich eleganten, aber schweren Kutschpferden ein modernes Reitpferd geschaffen, das vor allem im Springen oft an der internationalen Weltspitze steht. Bedeutende Vollblut-Vererber in Holstein waren vor allem Marlon (IRE) (Fam. 3-c, Züchter H. Kerr, Esq., 1958 v. Tamerlane (GB) - Maralinni (GB) v. Fairford) und Ladykiller (GB) (Fam. 16, Züchter A. L. Adda, 1961 v. Sailing Light (GB) - Lone Bleech (GB) v. Loaningdale). In Hannover war Der Löwe (Fam. 3-h Gestüt Röttgen 1944 v. Wahnfried - Lehnsherrin v. Herold) ein wichtiger Vollblutvererber.
Neben ihrer Schnelligkeit sind Englische Vollblüter aber auch gute Reit- und Springpferde. So wird der Weltrekord im Hochsprung mit 2,47 m seit Februar 1947 von dem Englischen Vollblüter Huaso (verschiedentlich auch als El Huaso bezeichnet) (1933 v. Faithful a. d. Henry Lee (ARG) - Tremula) gehalten, und der Hengst Brillant (Fam. 28, Züchter Ferdinand Leisten, 1949 v. Organdy - Bereitschaft v. Athanasius) wurde 1952 Dritter im Deutschen Galoppderby und gewann sowohl 1960 als auch 1961 unter Rosemarie Springer die Deutsche Meisterschaft Dressur der Damen und war mit Willi Schultheis im Sattel Sieger im Deutschen Dressurderby in Hamburg.
Der legendäre Springreiter Fritz Thiedemann holte 1952 seine erste olympische Medaille in der Dressur-Mannschaftswertung mit dem Vollblüter Chronist (gez. 1942 von Marcellus und der Chronik v. Ferro).
Kurfürst war 1936 unter Lt Freiherr von Wangenheim Sieger in der olympischen Military-Mannschaftswertung und war sowohl vor als auch nach diesem Erfolg im Hindernis-Sport aktiv.

## Weitere Pferderassen
- siehe Liste von Pferderassen

### Datenbanken
- Pedigree Datenbank (englisch)
- Datenbank mit Pedigree, Nachkommen, Renn-Ergebnissen, Fotos und Stories (deutsch)
- Datenbank mit Stammtafeln (Nachkommenliste) und Renn-Ergebnissen (deutsch)
- Datenbank mit Steckbriefen und Bildern (deutsch)